# Vismia lauriformis
Vismia lauriformis är en johannesörtsväxtart som först beskrevs av Jean-Baptiste de Lamarck, och fick sitt nu gällande namn av Jacques Denys Denis Choisy. Vismia lauriformis ingår i släktet Vismia och familjen johannesörtsväxter. Inga underarter finns listade i Catalogue of Life.